# Форт Красная Горка (посёлок)
Форт Кра́сная Го́рка (фин. Yhimäki, Lemmittyisi — Старая Красная Горка, фин. Riikola — Новая Красная Горка) — посёлок Лебяженского городского поселения Ломоносовского района Ленинградской области.

## История

### Допетровское время
Деревня Красные Гора Кузнецова упоминается в Дозорной книге Водской пятины Корельской половины 1612 года в Дудоровском погосте.
В «Отдельных книгах Водской пятины» (1615) — деревни «в красной горе (пустошь)» и «в красной гори в генкине (пустошь)».
В «Писцовых книгах Ореховского уезда» (1617) упоминается деревня швед. Lemmittÿläbÿ, а в тех же книгах за 1618 год — деревни швед. Yhimäki и швед. Tee Ricoila.
Деревня Юхимяки или Краснагора (швед. Ÿhimäcki bÿ eller Krasnagora) упоминается в переписи Дудергофского прихода за 1639 год.
На карте Ингерманландии А. И. Бергенгейма, составленной по шведским материалам 1676 года, на месте будущего посёлка обозначена мыза швед. Iorona.
Затем на шведской «Генеральной карте провинции Ингерманландии» 1704 года — селения швед. Assikola и швед. Rickola.
На «Географическом чертеже Ижорской земли» Адриана Шонбека 1705 года упоминаются деревни Азиалла и Лемуса.

### От Петра I до Октябрьской революции
В 1710 году в бухте возле селения, найденной лично Петром I, нашёл пристанище российский флот, перевозивший от Кронштадта к Выборгу в сложной ледовой обстановке пополнение для осады Выборга (часть Преображенского полка).
В том же году на побережье близ поселения возник сторожевой пост, а впоследствии — известный многим поколениям моряков Красногорский маяк.
На карте Санкт-Петербургской губернии Я. Ф. Шмидта 1770 года обозначено селение Красная Горка.
23—24 мая 1790 года к северо-западу от деревни в Финском заливе произошло Красногорское морское сражение между русской и шведской эскадрами в ходе русско-шведской войны 1788—1790 годов.
Деревня являлась вотчиной императора Александра I из которой в 1806—1807 годах были выставлены ратники Императорского батальона милиции.
Деревни Старая Красная Горка из 29 дворов и Новая Красная Горка из 35, упоминаются на «Топографической карте окрестностей Санкт-Петербурга» Ф. Ф. Шуберта 1831 года.

КРАСНАЯ ГОРКА — деревня принадлежит государю великому князю Михаилу Павловичу, число жителей по ревизии: 61 м. п., 75 ж. п. 

НОВАЯ КРАСНАЯ ГОРКА — деревня принадлежит государю великому князю Михаилу Павловичу, число жителей по ревизии: 78 м. п., 99 ж. п. (1838 год)

На этнографической карте Санкт-Петербургской губернии П. И. Кёппена 1849 года обозначена деревня «Krassnaja Gorka», расположенная в ареале расселения ижоры и деревня «Riikola», расположенная в ареале расселения эвремейсов. В пояснительном тексте к этнографической карте записаны: 
- Uhinmäki, Lemmittyisi (Красная Горка), количество жителей на 1848 год: эвремейсов — 25 м. п., 27 ж. п., савакотов — 1 ж. п., всего 53 человека, ижоры — 50 м. п., 44 ж. п., всего 94 человека
- Riikola (Риголова, Новая Красная Горка), количество жителей на 1848 год: эвремейсов — 37 м. п., 55 ж. п., всего 92 человека
- Asikkala, Uusi-kylä (Новая деревня), количество жителей на 1848 год: эвремейсов — 47 м. п., 53 ж. п., всего 100 человек, ижоры — 42 м. п., 41 ж. п., всего 83 человека.

Ижоры относились к православному Ораниенбаумскому приходу, ингерманландцы — к лютеранскому приходу Тюрё

КРАСНАЯ ГОРКА — деревня Ораниенбаумского дворцового правления, по просёлочной дороге, число дворов — 29, число душ — 77 м. п.
 
НОВАЯ КРАСНАЯ ГОРКА или РИГАЛОВА — деревня Ораниенбаумского дворцового правления, по просёлочной дороге, число дворов — 15, число душ — 34 м. п. (1856 год)

В 1860 году деревня Старая Красная Горка насчитывала 33 двора, Новая Красная Горка — 36, а Ригалова — 17 дворов.

КРАСНАЯ ГОРКА СТАРАЯ — деревня Ораниенбаумского дворцового ведомства при колодцах, на приморском просёлочном тракте, в 33  верстах от Петергофа, число дворов — 33, число жителей: 68 м. п., 82 ж. п.

КРАСНАЯ ГОРКА НОВАЯ — деревня Ораниенбаумского дворцового ведомства при колодцах, на приморском просёлочном тракте по левую сторону тракта, в 32  верстах от Петергофа, число дворов — 30, число жителей: 91 м. п., 104 ж. п.
 
РИГАЛОВА — деревня Ораниенбаумского дворцового ведомства при колодцах, там же, число дворов — 17, число жителей: 42 м. п., 51 ж. п. (1862 год)

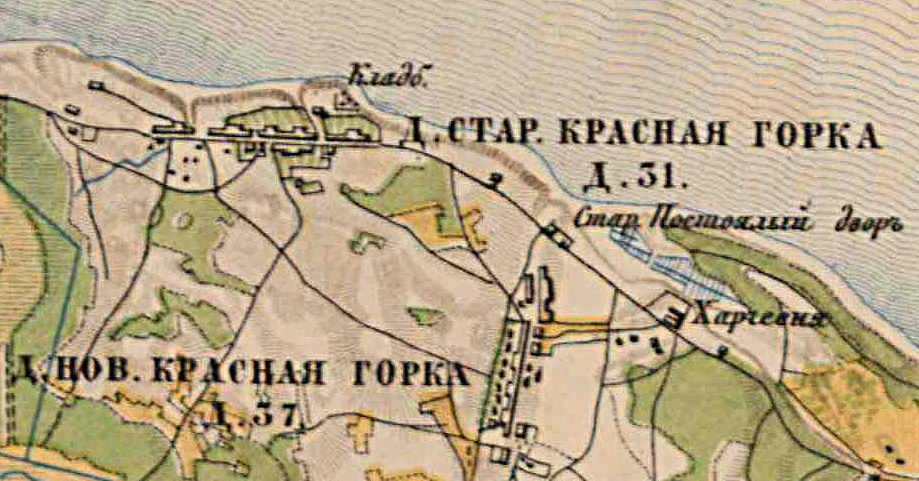
Деревни Старая и Новая Красная Горка на карте 1885 года

В 1885 году деревня Новая Красная Горка насчитывала 37 дворов, Старая Красная Горка — 31.
Согласно материалам по статистике народного хозяйства Петергофского уезда 1887 года мыза Красная Горка площадью 14 десятин принадлежала купцу П. Г. Григорьеву, она была приобретена в 1886 году за 1325 рублей.
В 1894 году в деревне Старая Красная Горка открылась школа с преподаванием на финском языке.
В 1898 году открылась школа в деревне Новая Красная Горка. Учителем в ней работал А. Кокко.
В конце XIX века деревня административно относилась к Ораниенбаумской волости 2-го стана Петергофского уезда Санкт-Петербургской губернии, в начале XX века — 3-го стана. По приходским данным население деревни Новая Красная Горка было исключительно финским, деревни Старая Красная Горка — финско-русским.
Известность обеим деревням принесло строительство в 1907 году форта, который назвали «Красная Горка».
К 1913 году количество дворов в Новой Красной Горке (Ассикола) увеличилось до 45, в Старой Красной Горке (Леммитейси) — до 36.

### После Октябрьской революции
С 1917 по 1923 год деревни Старая Красная Горка, Новая Красная Горка и Риголово входили в состав Лебяженского сельсовета Ораниенбаумской волости Петергофского уезда.
С 1923 года в составе Троцкого уезда.
Согласно данным переписи населения СССР 1926 года в деревне Старая Красная Горка проживали 342 человека — русские и ижоры, а также литовцы; в деревне Новая Красная Горка проживали 286 человек — русские и ижоры, а также финны; в деревне Риголово проживали 136 человек — большинство ижоры, а также финны, русские и поляки.
С 1927 года в составе Ораниенбаумского района.
В 1928 году население деревень Старая Красная Горка и Новая Красная Горка составляло 636 человек, Риголово — 136.
По данным 1933 года деревни Новая Красная Горка, Старая Красная Горка и Риголово входили в состав Лебяжского сельсовета Ораниенбаумского района.

План посёлка Форт Красная Горка. 1938 год

С 1963 года, в составе Гатчинского района.
С 1965 года в составе Ломоносовского района. В 1965 году население деревень Старая Красная Горка и Новая Красная Горка составляло 251 человек, Риголово — 177.
По данным 1966, 1973 и 1990 годов посёлок Форт Красная Горка находился в административном подчинении Лебяженского поселкового совета.
В 1997 году в посёлке Форт Красная Горка Лебяженского поссовета проживали 322 человека, в 2002 году — 293 человека (русские — 88 %).
В 2007 году в посёлке Форт Красная Горка Лебяженского ГП — 362.

## География
Посёлок расположен в северной части района на автодороге 41К-137 (Форт Красная Горка — Сосновый Бор).
Расстояние до административного центра поселения — 6 км.
Ближайшая железнодорожная станция — Лебяжье.
Посёлок находится на берегу Финского залива.

## Демография
| 1997 | 2002 | 2007 | 2010 | 2017 |
| ---- | ---- | ---- | ---- | ---- |
| 322  | ↘293 | ↗362 | ↘341 | ↗400 |

## Инфраструктура
Красная Горка находится на территории туристическо-экскурсионного развития «Южный берег».
Электроэнергия поступает с подстанции, расположенной в посёлке Лебяжье. Посёлок расположен в специальной 30-километровой зоне АЭС.

## Природа
Посёлок располагается на Балтийско-Ладожском глинте. Почвы дерново-подзолистые, низкоплодородные, больше хвойных меньше берёзы и осины. На предглинтовой низменности южного берега Финского залива пресных подземных вод почти нет.
На юге посёлка болото Ярвенсуо. Вокруг растёт хвойный лес (сосна и ель).
В лесу встречаются небольшие валуны, оставшиеся с ледникового периода.

## Достопримечательности
- Поблизости — заказники «Лебяжий», Сюрьевское и Озеро Лубенское — места стоянки перелётных водоплавающих птиц
- Форт «Красная Горка» и мемориал защитникам «Красной Горки»
  - Недалеко — батарея «Серая Лошадь»
  - Остатки танковой каменной дороги когда-то ведшей из форта «Красная Горка» к 4 дотам — в садоводстве «Красногорские Покосы»

## Фотографии

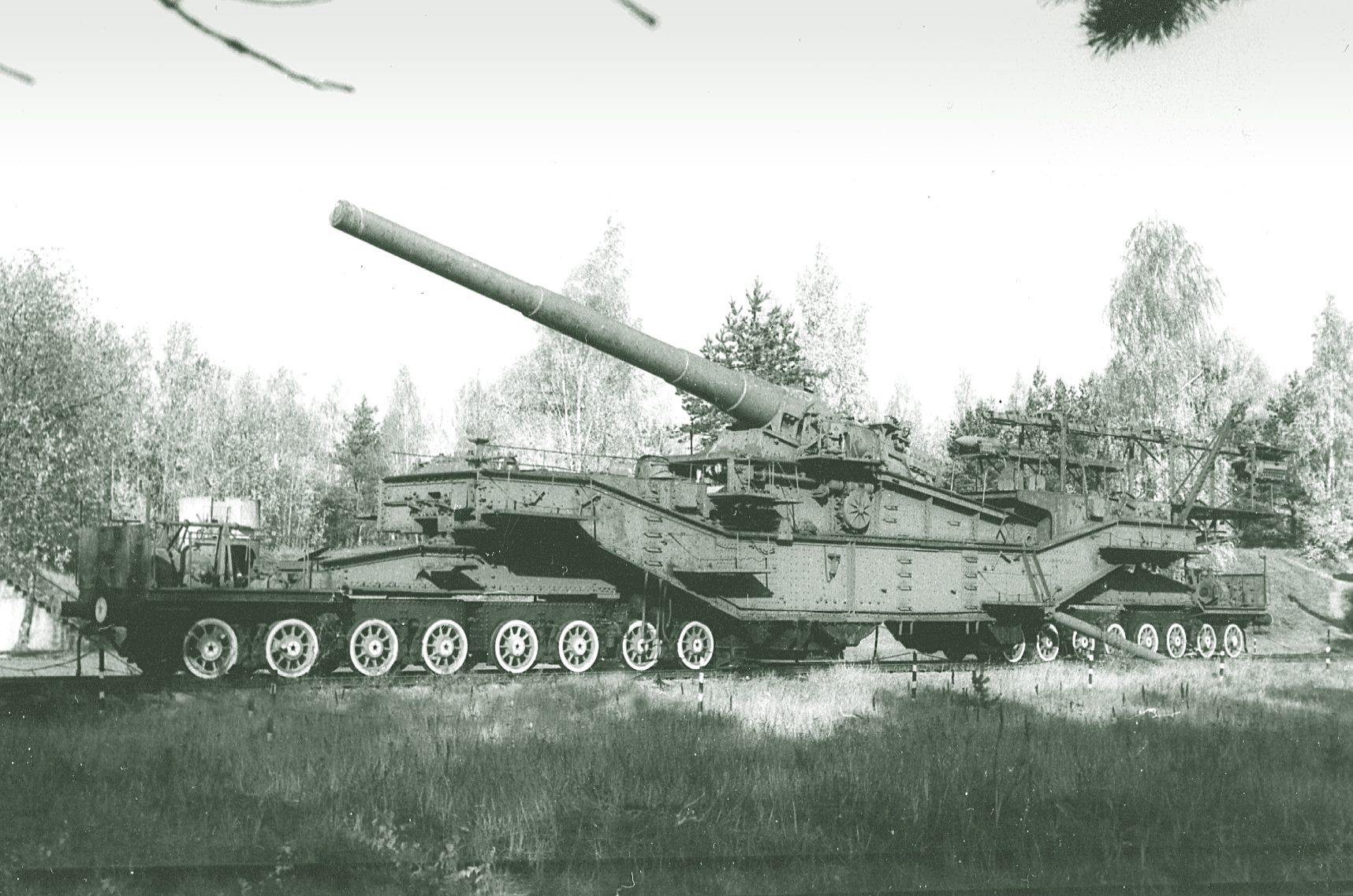
305 мм орудие на ж.д. транспортёре
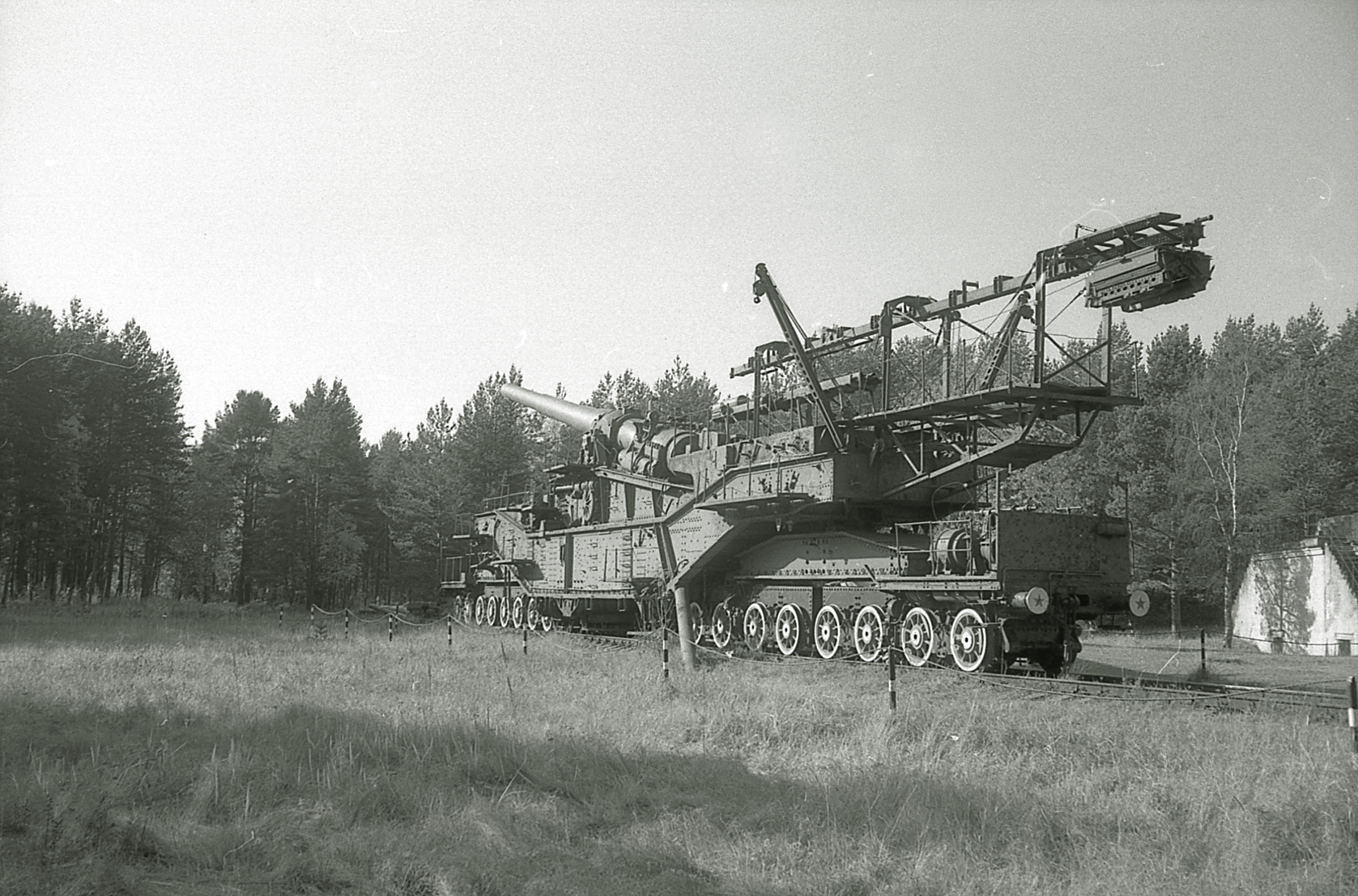
305 мм орудие (вид с казённой части)
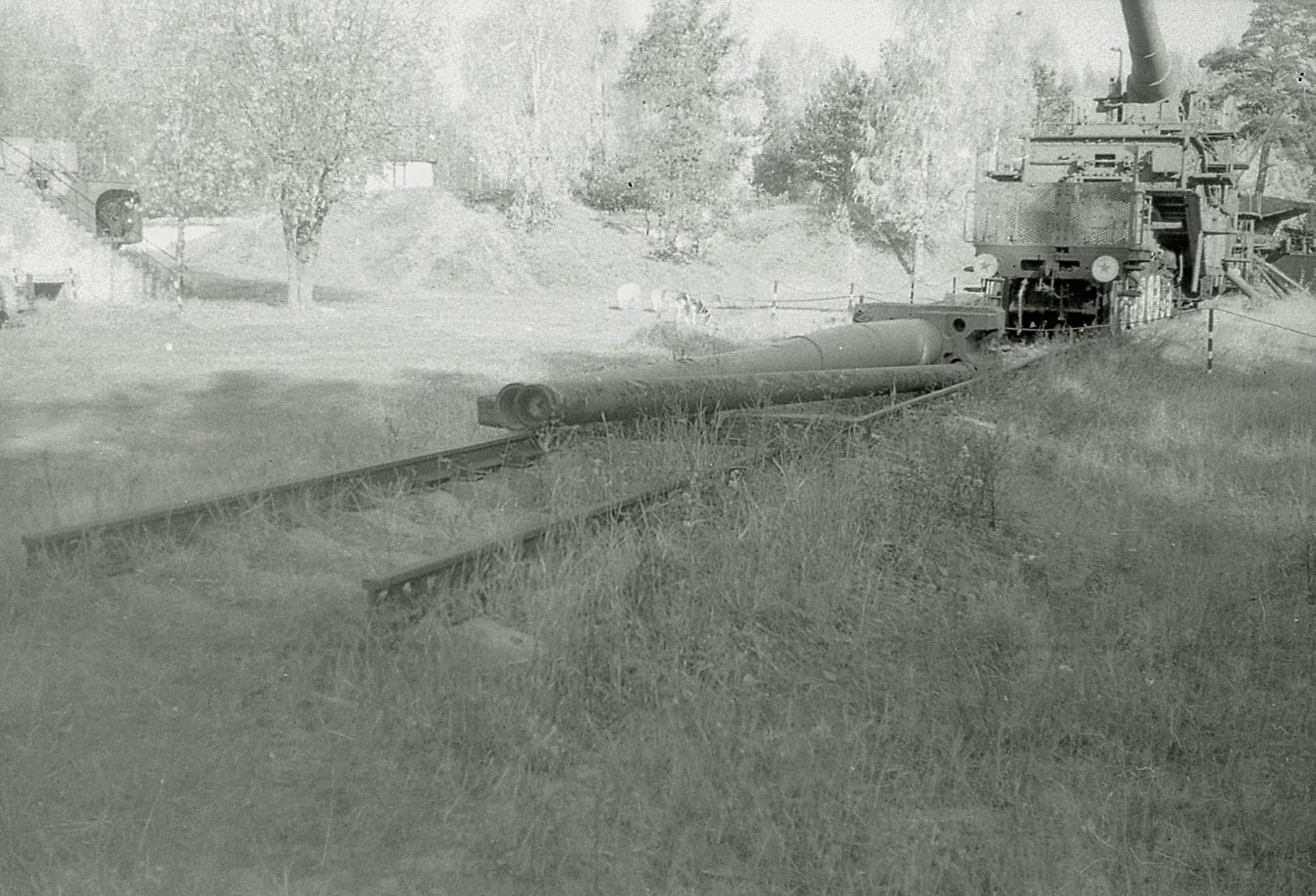
Сменный ствол 305 мм
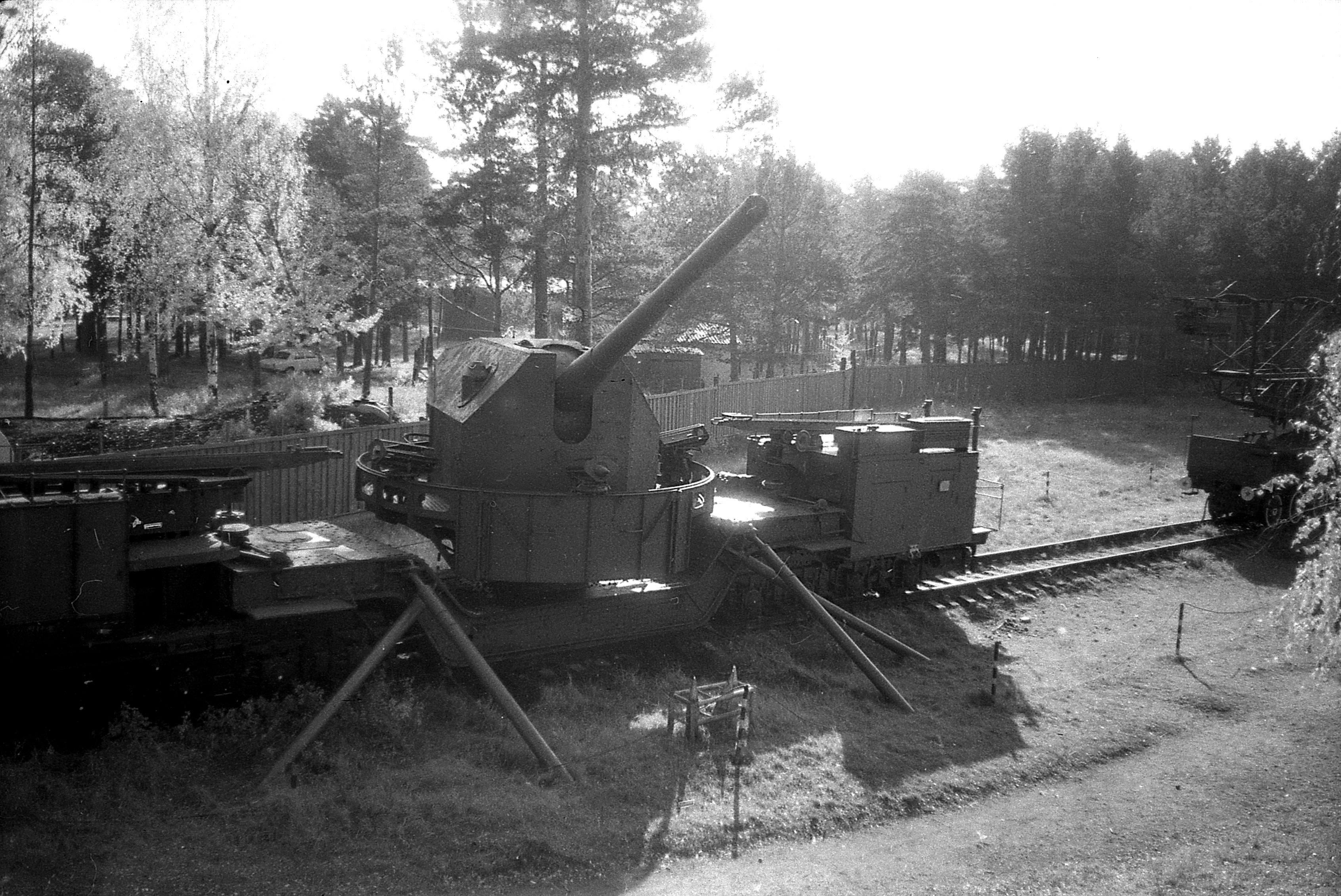
Артиллерийская 180 мм установка
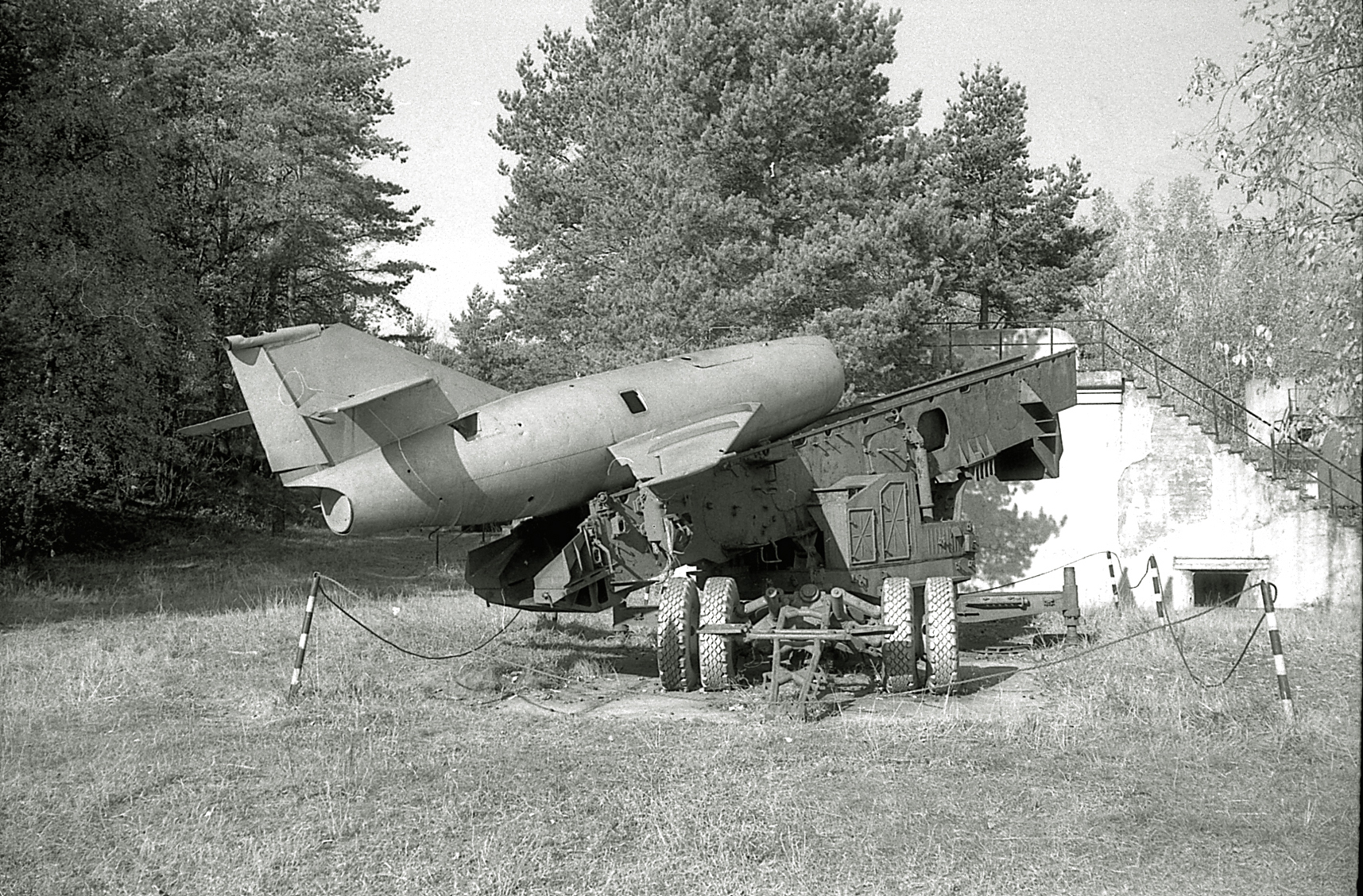
Крылатая ракета (профиль)
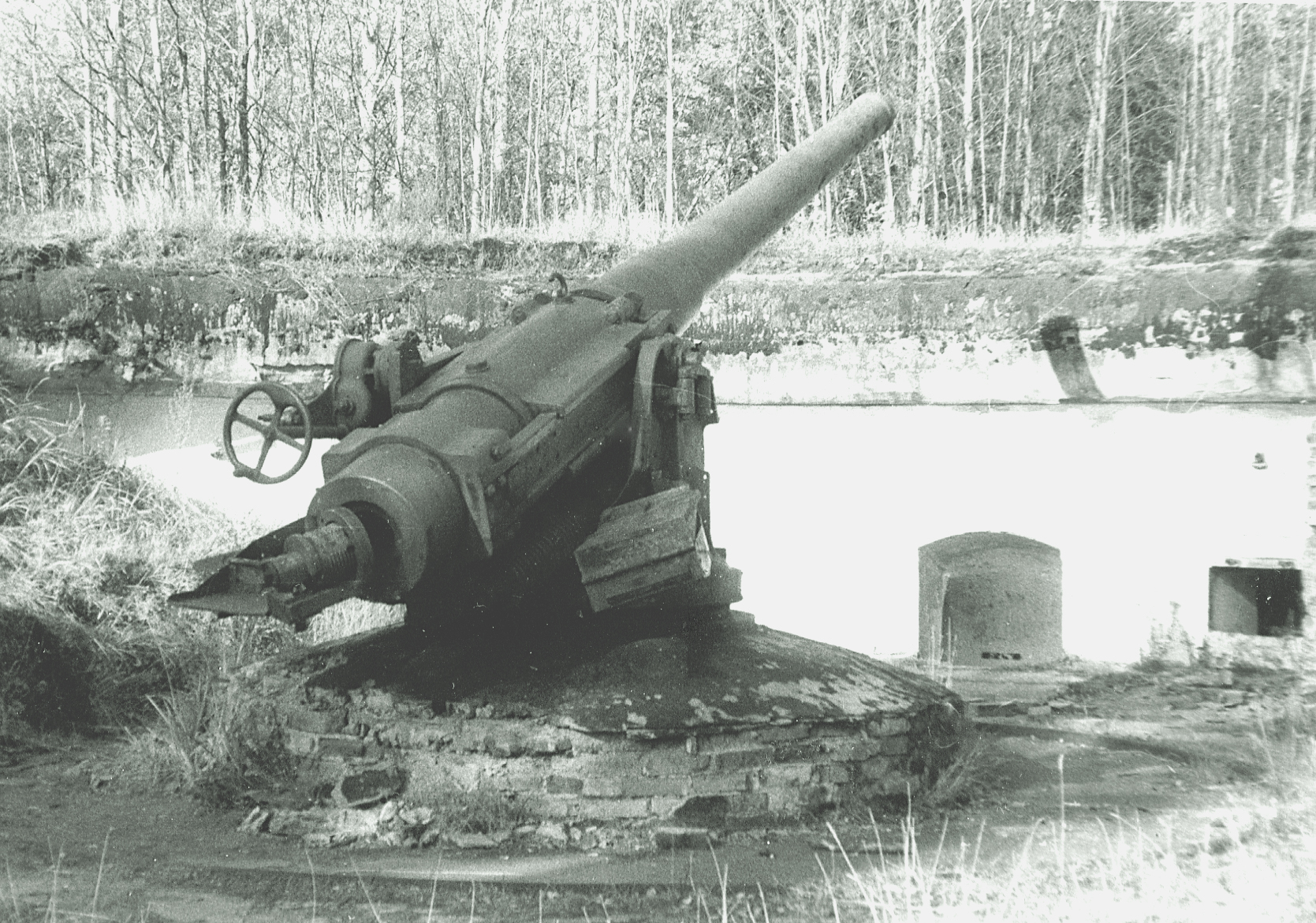
152 мм пушка Канэ
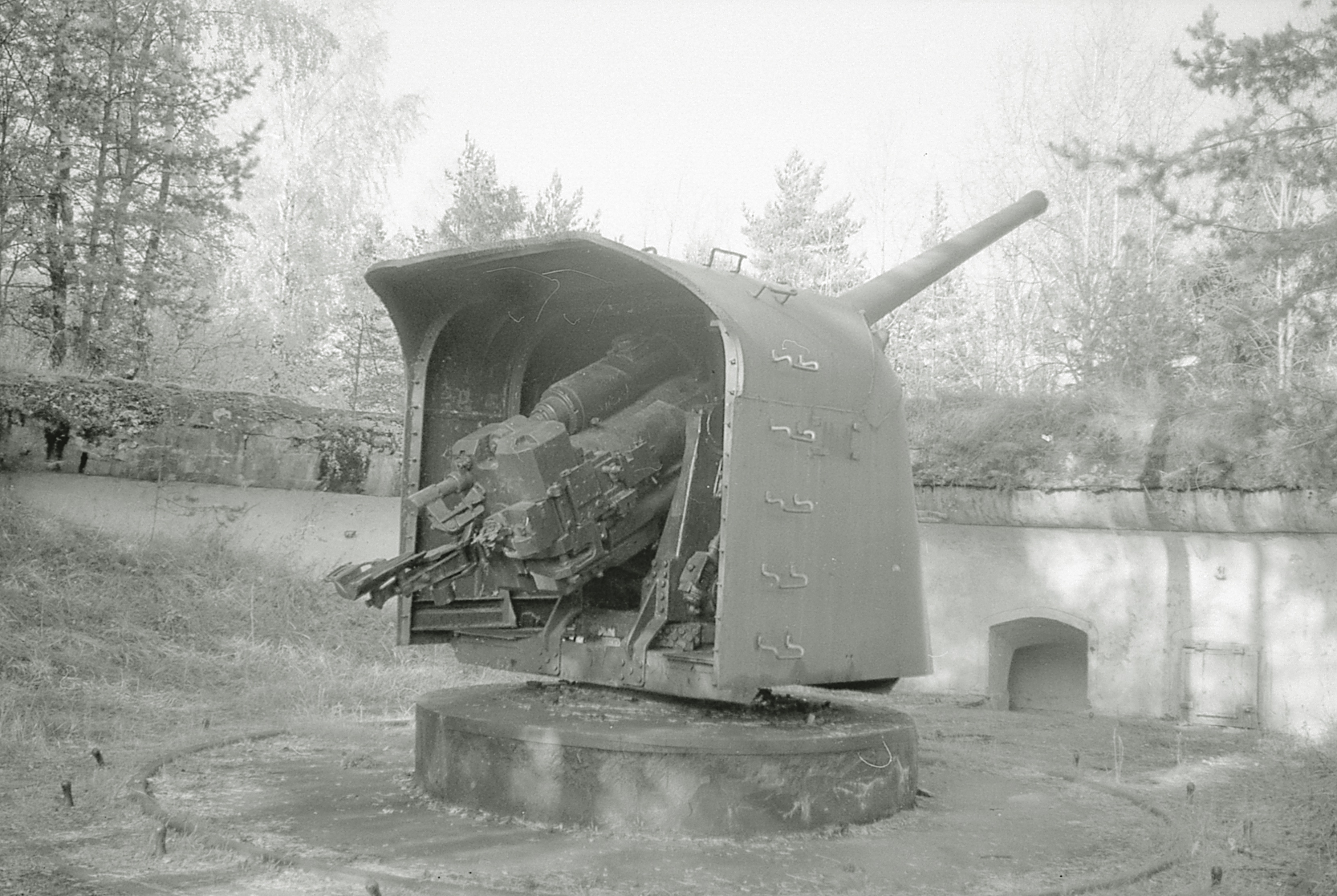
Корабельная артиллерийская установка
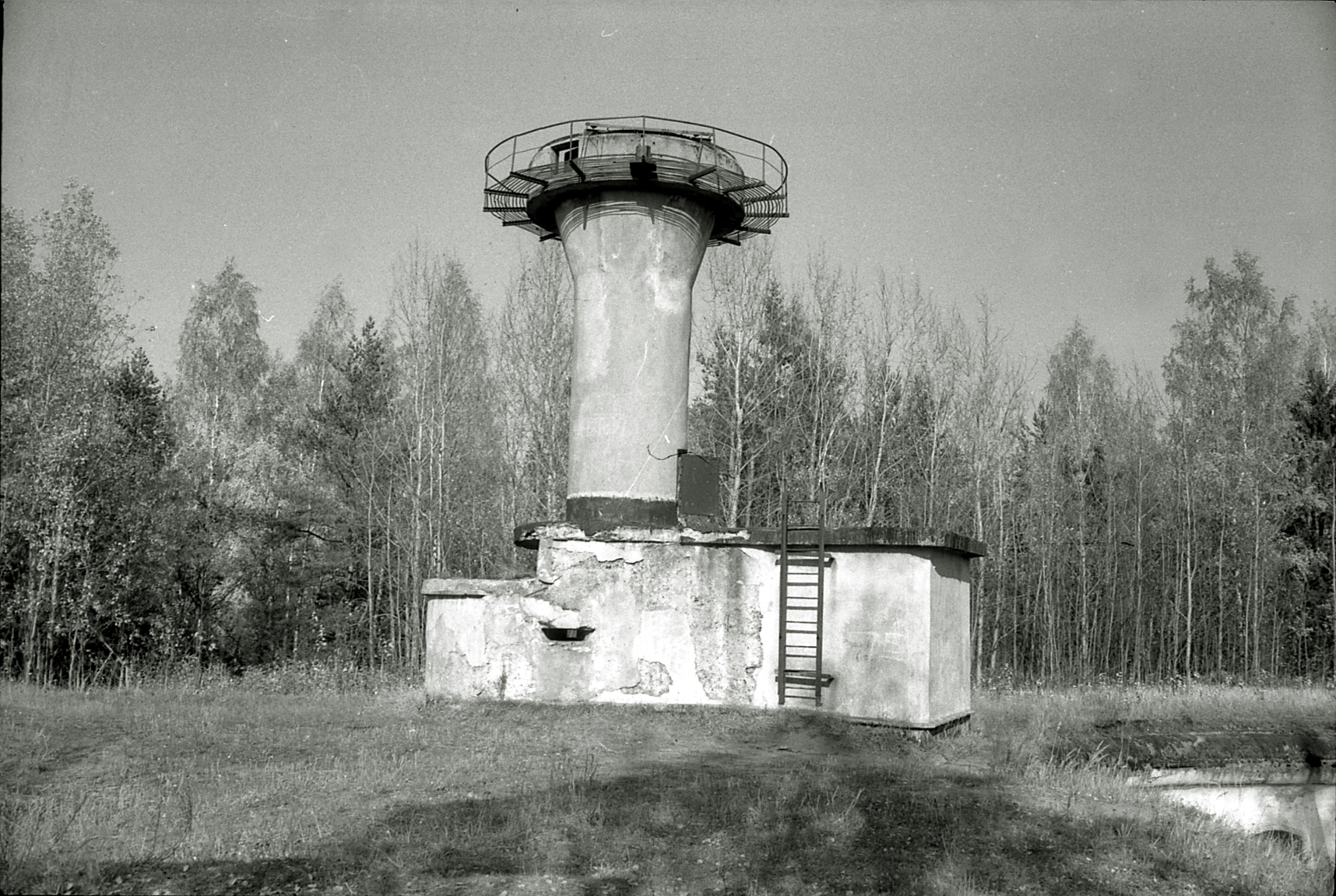
Командно-дальномерный пункт

## Транспорт
Автобус
- № 672 (Ломоносов — Красная Горка)

Железная дорога
- Железнодорожная платформа 68 километр на линии Санкт-Петербург — Калище.